# Росошниця
Росошниця (пол. Rososznica) — село в Польщі, у гміні Зембіце Зомбковицького повіту Нижньосілезького воєводства.
Населення — 334 особи (2011).
У 1975-1998 роках село належало до Валбжиського воєводства.

## Демографія
Демографічна структура станом на 31 березня 2011 року:
|          | Загалом | Допрацездатний вік | Працездатний вік | Постпрацездатний вік |
| -------- | ------- | ------------------ | ---------------- | -------------------- |
| Чоловіки | 176     | 43                 | 114              | 19                   |
| Жінки    | 158     | 20                 | 100              | 38                   |
| Разом    | 334     | 63                 | 214              | 57                   |